# ドモ・ジェネシス
ドモ・ジェネシス(英: Domo Genesis、本名: Dominique Marquis Cole、1991年3月9日 - ) は、アメリカ合衆国カリフォルニア州ロサンゼルス出身のラッパー、DJである。タイラー・ザ・クリエイター率いるヒップホップグループOdd Futureのメンバーで、ホッジー・ビーツ、レフト・ブレインと共にMellowHighとしても活動していた。現在はソロアーティストとして活動している。
2009年にOdd Futureに加入。2010年、初のソロミックステープ『Rolling Papers』をリリース。2013年にはメロウハイとしてアルバム『MellowHigh』をリリースする。2016年、デビュー・アルバム『Genesis』をリリースした。

## 来歴
2009年半ば、タイラー・ザ・クリエイターと仲が良かったことからヒップホップグループOdd Futureに加入。
2010年8月30日、ミックステープ『Rolling Papers』でデビューする。
2011年9月20日、2作目のミックステープ『Under the Influence』をリリースした。
2012年2月9日、Wiz Khalifaとの楽曲「Ground Up」をリリースする。同年、ドモ・ジェネシスは、Odd Futureのコメディ番組『Loiter Squad』でテレビデビューを果たす。7月31日、アルケミストとのコラボ・ミックステープ『No Idols』をリリースした。
2013年10月31日、MellowHighとしてMellowHypeとのコラボアルバム『MellowHigh』をリリースする。
2014年11月5日、ミックステープ『Under the Influence 2』をリリースした。
2016年3月24日、デビュー・アルバム『Genesis』をリリースする。
2017年6月16日、ミックステープ『Red Corolla』をリリースした。
2018年1月19日、ミックステープ『Aren't U Glad You're U?』をリリースする。

## ディスコグラフィ
スタジオ・アルバム
- Genesis (2016年)